# یواس‌اس مک‌کال (دی‌دی-۲۸)
یواس‌اس مک‌کال (دی‌دی-۲۸) (به انگلیسی: USS McCall (DD-28)) یک کشتی بود که طول آن ۲۹۳ فوت ۱۱ اینچ (۸۹٫۵۹ متر) بود. این کشتی در سال ۱۹۱۰ ساخته شد.